# Max Froelich

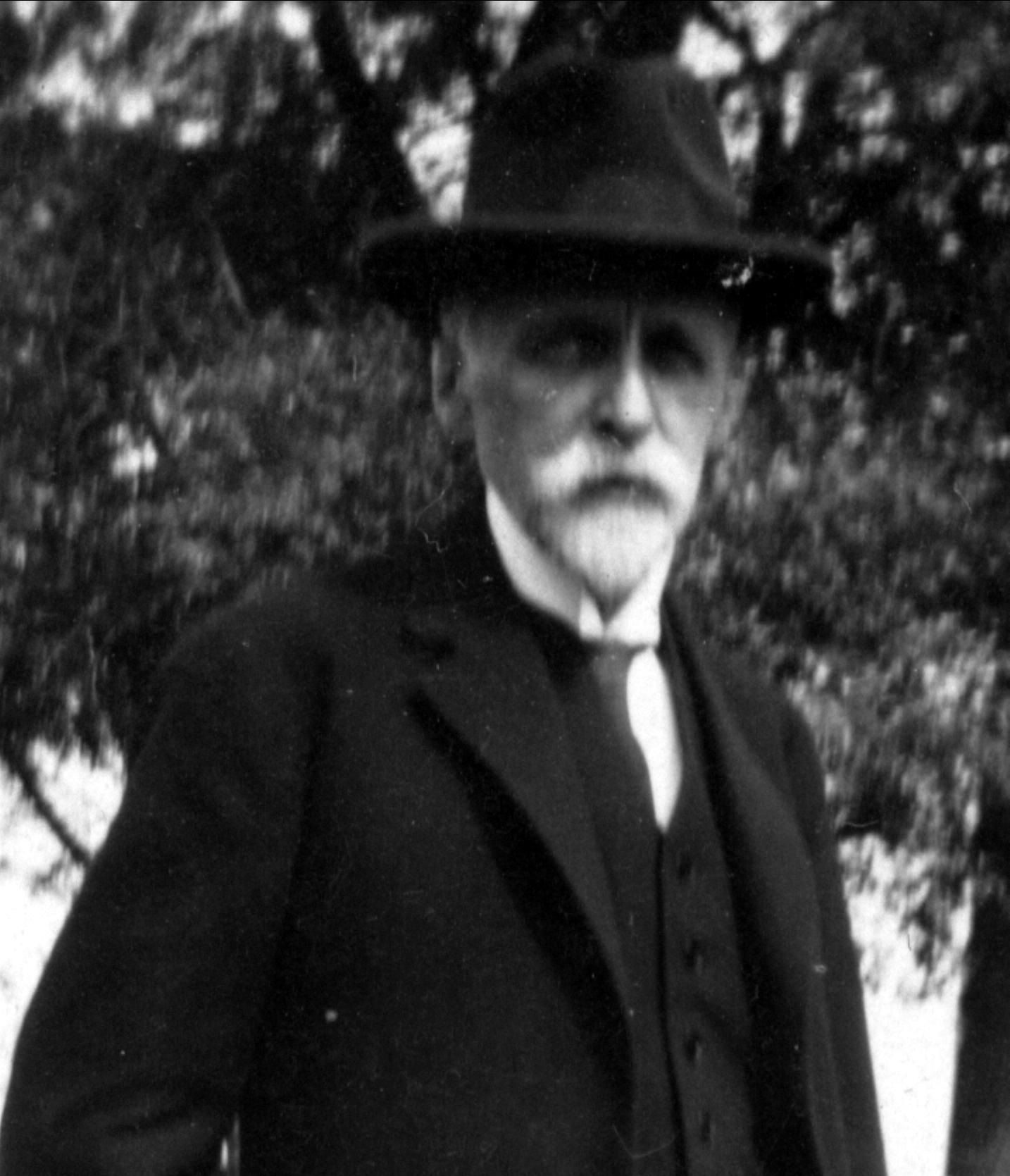
Max Froelich

Max Froelich (* 10. Dezember 1851 in Graudenz; † 2. April 1928 in Berlin) war ein Berliner Apotheker und Ministerialbeamter im preußischen Kultus- und später Innenministerium.

## Leben
Der Sohn eines Beamten studierte Pharmazie in Königsberg und kaufte 1877 in Berlin die Apotheke zum gekrönten Schwarzen Adler, die er bis 1908 betrieb.
Zunächst engagierte sich Froelich in der Verbandspolitik und avancierte 1892 zum Vorsitzenden des Deutschen Apotheker-Vereins. 
Neben dieser verbandspolitischen Arbeit war der Berliner Apotheker Mitglied in zahlreichen ständigen und temporären Beiratsgremien der preußischen und Reichsmedizinalverwaltung. So gehörte er von 1887 bis 1921 der Technischen Kommission für pharmazeutische Angelegenheiten an, die dem preußischen Kultusministerium z. B. in Fragen der Arzneimitteltaxe als Beirat diente. 
Außerdem wirkte Froelich von 1896 bis 1921 im preußischen Apothekerrat sowie von 1901 bis 1923 im Reichsgesundheitsrat und von 1921 bis 1926 im preußischen Landesgesundheitsrat. Nachdem Froelich bereits seit 1898 auf Dienstvertrag nebenamtlich im preußischen Kultusministerium beschäftigt war und Angelegenheiten des Apotheken- und Arzneimittelwesens bearbeitete, erfolgte 1913 die Schaffung einer hauptamtlichen Planstelle auf die Froelich als Regierungsrat IV. Klasse berufen wurde. Seine Pensionierung erfolgte Ende 1920 aufgrund des Erreichens der Altersgrenze.
1901 wurde ihm der Titel Medizinalrat und 1908 der Charakter eines Geheimen Medizinalrates verliehen. Froelich nahm eine tragende Rolle für die Entwicklung des Apotheken- und Arzneimittelwesens zur Zeit Wilhelms II. ein.